# Nkom
Pour les articles homonymes, voir Nkom (homonymie).
Nkom est un village de la commune de Massock-Songloulou; située dans le département de la Sanaga-Maritime et la région du Littoral au Cameroun. Il est situé sur la route qui lie Songmbenguè à Nyaho, à 36 km de Songmbenguè.

## Population
En 1967, Nkom comptait 114 habitants, principalement Bassa. En 1967, le village disposait d'une école primaire et d'un centre de formation rurale.
Lors du recensement de 2005, 121 personnes y ont été dénombrées.